# Oncidium hastilabium
Espèce
Statut de conservation UICN

 LC  : Préoccupation mineure
Statut CITES
Oncidium hastilabium est une espèce d'orchidées du genre Oncidium originaire d'Amérique du Sud.